# Leon Birkholc
Leszek Leon Birkholc (født 16. april 1904, død 26. april 1968) var en polsk roer som deltog i de olympiske lege 1928 i Amsterdam.
Birkholc vandt en bronzemedalje i roning under OL 1928 i Amsterdam. Han var med på den polske båd som kom på en tredjeplads i firer med styrmand efter Italien og Schweiz. De andre roere på båden var Franciszek Bronikowski, Bernard Ormanowski, Edmund Jankowski og Boleslaw Drewek som styrmand.